# Emil Uhl
Emil Franz Uhl (* 1. März 1864 in Brüx, Königreich Böhmen; † 1945 in Bayerisch Gmain, Landkreis Berchtesgaden) war ein böhmisch-österreichischer Landschafts-, Genre- und Interieurmaler sowie Fotograf, der um das Jahr 1900 als Orientmaler bekannt wurde.

## Leben

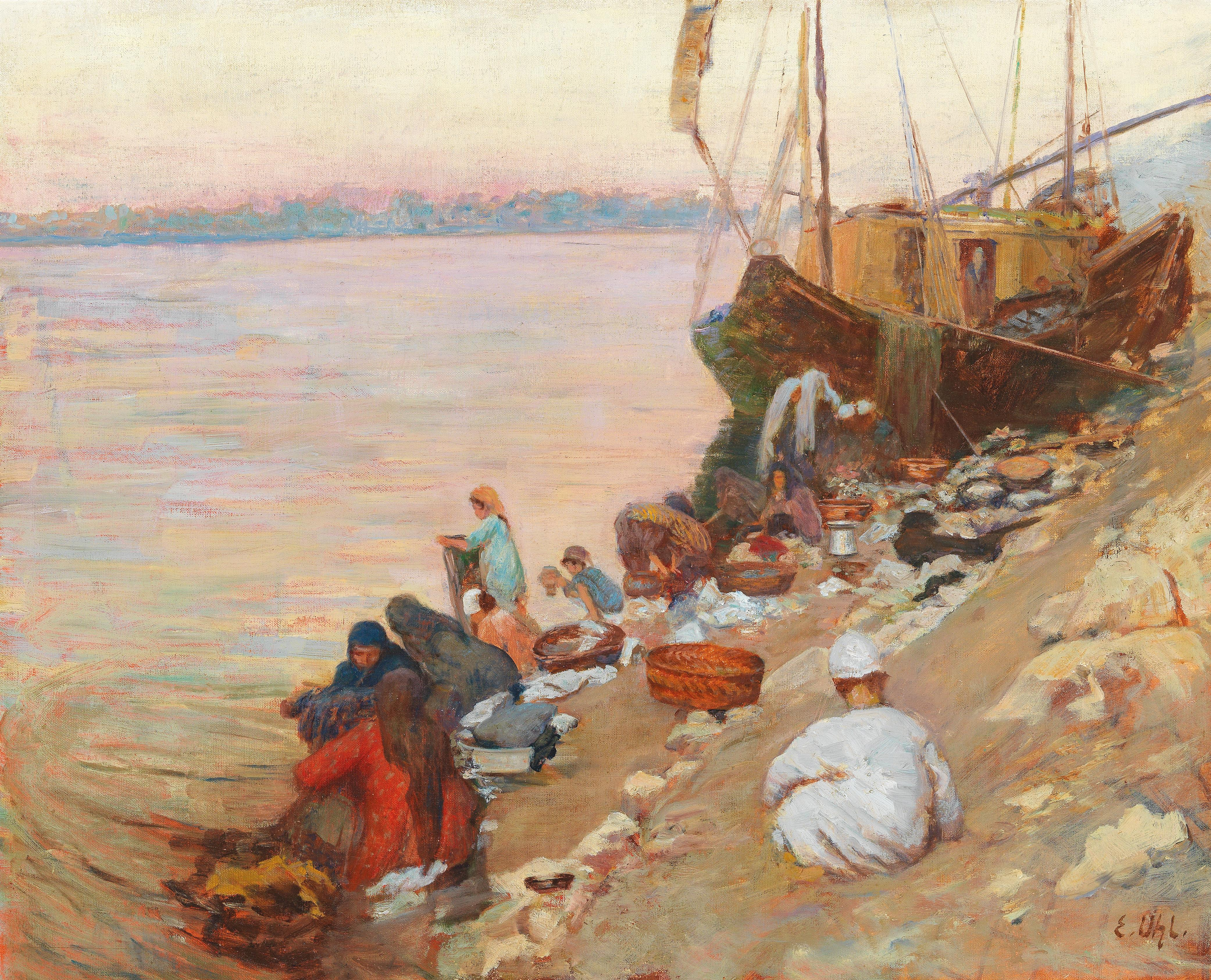
Wäscherinnen am Nilufer

In den Jahren 1885 und 1886 studierte Uhl, Sohn eines Hotelbesitzers aus dem nordböhmischen Brüx, an der Kunstakademie Düsseldorf Malerei. Dort war Heinrich Lauenstein sein Lehrer. Anschließend besuchte er bis 1889 die Königliche Akademie der Bildenden Künste München. In den Jahren 1889 bis 1892 bildete er sich in Paris bei Léon Bonnat und Alfred Philippe Roll weiter aus.
Uhl unternahm ausgedehnte Studienreisen, in denen er Palästina, Syrien und den Libanon durchstreifte. 1899/1900 reiste er über das Osmanische Reich und den Kaukasus (Tiflis, Baku) nach Zentralasien (Buchara, Samarqand). Später lebte er sieben Jahre in Ägypten (Kairo) und nach dem Ersten Weltkrieg in München, wo er der Luitpold-Gruppe sowie als „Ritter Orient der Farbentönige“ der Münchner Schlaraffenvereinigung Monachia angehörte. Außerdem war er Mitglied im Reichsverband bildender Künstler Deutschlands. Ab 1935 lebte er in Bayerisch Gmain.
Seine Werke waren auf zahlreichen Ausstellungen zu sehen, u. a. in Wien, Prag, Aussig, Karlsbad, Berlin, Paris, London (Grafton Galleries, 1906) und München (Glaspalast, 1905). Fotografien seiner Reisen zeigte er auf Lichtbildvorträgen, u. a. in der Münchner Orientalischen Gesellschaft.